# لويس روسي
لويس روسي (بالفرنسية: Louis Rossi)‏ مواليد 23 يونيو 1989 في لو مان، هو متسابق دراجات نارية فرنسي. نافس في سباقات بطولة العالم لفئة 125 سي سي.

## سباقات فاز بها
- جائزة فرنسا الكبرى للدراجات النارية 2012

## روابط خارجية
- لويس روسي على موقع MotoGP.com (الإنجليزية)
- لويس روسي على موقع WorldSBK.com (الإنجليزية)
- لويس روسي على موقع AS.com (الإسبانية)